# Colegio de la Purísima Concepción de los Niños Huérfanos (Salamanca)
El Colegio de la Purísima Concepción de los Niños Huérfanos de Salamanca, actualmente conocido como Edificio Solís, fue fundado en el año 1542 por Francisco de Solís, obispo de Bagnoregio y secretario del papa Pablo III, como colegio dirigido a acoger y educar huérfanos y niños sin recursos.
Sus trazas se deben a Stefano de Arenzano, maestro enviado desde Italia por el fundador. Aun así, se considera que el diseño de la portada sur, que da al río, corresponde a Rodrigo Gil de Hontañón o alguno de sus aparejadores. Es un edificio de planta cuadrada con claustro interior de dos pisos.
En el siglo XX fue un manicomio. Desde 1971 alberga la Facultad de Educación de la Universidad de Salamanca.